# Гарві Грант
Гарві Грант (англ. Harvey Grant, нар. 4 липня 1965, Огаста, Джорджія, США) — американський професіональний баскетболіст, що грав на позиціях легкого форварда і важкого форварда за декілька команд НБА. Брат-близнюк баскетболіста Гораса Гранта.

## Ігрова кар'єра
Починав грати в баскетбол у команді Старшої школи центрального Генкока (Спарта, Джорджія). На університетському рівні грав за команду Клемсон (1984–1985), Ком'юніті коледж Індепенденс (1985–1986) та Оклахома (1986–1988). 
1988 року був обраний у першому раунді драфту НБА під загальним 12-м номером командою «Вашингтон Буллетс». У першому своєму сезоні в НБА набирав 5,6 очок та 2,3 підбирання. В наступному — 8,2 очок та 4,2 підбирання. У сезоні 1990—1991 вже набирав 18,2 очка та 7,2 підбирання, що дозволило йому зайняти другу сходинку в голосуванні за нагороду Найбільш прогресуючому гравцю НБА, пропустивши вперед лише Скотта Скайлза.
1993 був обміняний на Кевіна Дакворта до «Портленд Трейл-Блейзерс». У Портленді виходив на майданчик в основному з лавки запасних, набираючи 9,6 очка за гру.
1996 року повернувся до «Вашингтон Буллетс / Візардс», у складі яких провів наступні 2 сезони своєї кар'єри. У двох сезонах у Вашингтоні набирав 4,1 та 2,6 очок відповідно.
Останньою ж командою в кар'єрі гравця стала «Філадельфія Севенті-Сіксерс», до складу якої він приєднався 1999 року. Набирав 3,1 очко за гру та робив 2,3 підбирання.
Перед початком сезону 1999—2000 був обміняний до «Орландо Меджик», однак невдовзі був відрахований зі складу команди. 

## Сім'я
У Гранта п'ятеро дітей — четверо синів та одна донька. Всі сини пов'язали своє життя з баскетболом. Старший син Джераі — грав за кілька команд у Єврокубку. Молодший Джеріан гравець НБА, був обраний під 19 номером на драфті 2015. Третій син Джерамі також гравець НБА, обраний під 39 номером на драфті 2014. Наймолодший Джаелін виступав на шкільному та університетському рівні. 